# Schneller (cráter)
Schneller es un cráter de impacto perteneciente a la cara oculta de la Luna. Al norte se sitúa el cráter Woltjer, Ehrlich aparece al oeste, Kulik al este, y por su lado sur se sitúan Krylov y Evershed.
|  |

Presenta un borde algo desigual, con protuberancias hacia el sureste y el noreste. El brocal es casi inexistente en el lado noroeste. El interior de este cráter carece relativamente de rasgos característicos, con tan solo unos pequeños cráteres sobre su superficie.

## Cráteres satélite
Por convención estos elementos son identificados en los mapas lunares poniendo la letra en el lado del punto medio del cráter que está más cercano a Schneller.
|           | \| Schneller \| Coordenadas \| Diámetro \| \| --------- \| ------------------------------- \| -------- \| \| G \| 40°48′N 159°48′O / 40.8, -159.8 \| 20 km \| \| H \| 39°54′N 160°12′O / 39.9, -160.2 \| 35 km \| \| L \| 39°30′N 162°42′O / 39.5, -162.7 \| 25 km \| \| S \| 40°48′N 166°18′O / 40.8, -166.3 \| 37 km \| |          |
| Schneller | Coordenadas | Diámetro |
| G         | 40°48′N 159°48′O / 40.8, -159.8 | 20 km    |
| H         | 39°54′N 160°12′O / 39.9, -160.2 | 35 km    |
| L         | 39°30′N 162°42′O / 39.5, -162.7 | 25 km    |
| S         | 40°48′N 166°18′O / 40.8, -166.3 | 37 km    |